# Королевская академия изящных искусств в Антверпене
Королевская академия изящных искусств Антверпена (нидерл. Koninklijke Academie voor Schone Kunsten van Antwerpen) — художественная академия, расположенная в Антверпене, Бельгия. Одна из старейших в Европе. Академия существует с 1664 года, что делает её четвёртой по старшинству академией искусств в Европе после Рима, Парижа и Флоренции. В 1885 году к Академии был добавлен Национальный высший институт изящных искусств.

## История
Академия искусств была основана в 1663 году фламандским живописцем Давидом Тенирсом Младшим, деканом Гильдию Святого Луки в Антверпене при содействии эрцгерцога Леопольда Вильгельма Австрийского, назначенного в 1647 году штатгальтером Испанских Нидерландов, и дона Хуана Хосе Австрийского. Тенирс в те годы формировал коллекцию картин эрцгерцога и пользовался его непосредственным покровительством. Художник обратился к Филиппу IV Испанскому, в то время магистру Испанских Нидерландов, с просьбой предоставить королевскую хартию для создания Академии. 6 июля 1663 года королевским патентом было предоставлено разрешение и ресурсы на создание Академии в рамках Гильдии Святого Луки. Основной целью было поддержание авторитета города Антверпена, испытывавшего тогда значительные трудности.
В Королевскую академию прибывали желающие получить навыки в рисунке c живой модели, что в то время было особенно важно, живописи, гравюре и архитектуре из многих стран Северной Европы. Ирландские, немецкие, голландские и польские художники, ищущие солидную классическую подготовку, приезжали в Антверпен. Фактическое начало занятий 26 октября 1665 года было скромным. По финансовым причинам начать можно было только с уроков рисования и лепки с живой модели. Контроль был поручен Совету гильдии, в который входили Якоб Йорданс, Артус Квеллинус Старший, Амброзиус Брейгель, Гонзалес Кокс и многие другие художники. В дальнейшем у академии возникали серьёзные организационные и финансовые трудности. 17 ноября 1749 года Гильдия Святого Луки окончательно дистанцировалась от Академии, и управление взял на себя город Антверпен. Первым секретарём Академии был Якоб ван дер Санден, назначенный 25 января 1757 года. Олдермен и главный директор Ян-Баптист Вердюссен пожертвовали коллекцию книг, что положило начало созданию академической библиотеки.
Во второй половине XIX века под руководством Гюстава Вапперса (1803—1874) и его регистратора Хендрика Консайенса академия подверглась значительной реструктуризации. Коллекция произведений искусства академии была выставлена в её собственной галерее. К 1890 году эта галерея превратилась в Королевский музей изящных искусств (Koninklijk Museum voor Schone Kunsten) и переехала на своё нынешнее место в Антверпене.
В 1880 году в Антверпенскую академию поступил молодой художник Анри Ван де Велде. Он станет одним из выдающихся архитекторов и дизайнеров XX века. В 1885 и 1886 годах Винсент Ван Гог также должен был провести короткое время в академии Антверпена перед отъездом во Францию, но выбрал Академию в Брюсселе.
В 1885 году король Леопольд II распорядился создать Национальный высший институт изящных искусств Антверпена (National Hoger Instituut voor Schone Kunsten) в качестве уникальной программы постдипломного образования по образцу Школы изящных искусств в Париже.
В 1946 году программа «Архитектура» стала независимым институтом — Национальным высшим институтом архитектуры. В 1963 году в академии был введён новый уникальный курс «Дизайн одежды». Вначале он имел умеренный успех, но стал известен в мире моды в 1980-х годах, когда дизайнеры «Антверпенской шестёрки» (Дирк Биккембергс, Вальтер Ван Бейрендонк, Марина Йи, Дрис Ван Нотен, Дирк Ван Сен и Анн Демельмейстер) стали выдающимися мастерами.
В 1995 году Антверпенская академия и Институт Анри Ван де Велде были включены в качестве факультетов в более крупную структуру — Университетский колледж Антверпена (Hogeschool Antwerpen). Однако Высший институт изобразительных искусств сохранил свою независимость и превратился в отдельное учреждение.

## Современность
В Новое время Академия предлагает три программы: визуальное искусство и дизайн, изучение консервации и реставрации и годичную специальную подготовку преподавателей. Группа из 540 студентов (230 из которых иностранцы) работают в четырёх основных зданиях, расположенных в центре города: Mutsaardstraat (фотография, серебряное дело/ювелирное дело, дизайн театральных костюмов и изобразительное искусство), Nationalestraat (мода) и Keizerstraat (графика). дизайн). По состоянию на сентябрь 2013 года программы предлагаются Artesis Plantijn Hogeschool Antwerpen, слиянием Artesis Hogeschool Antwerpen и Plantijn Hogeschool.